# Anthony Cumia

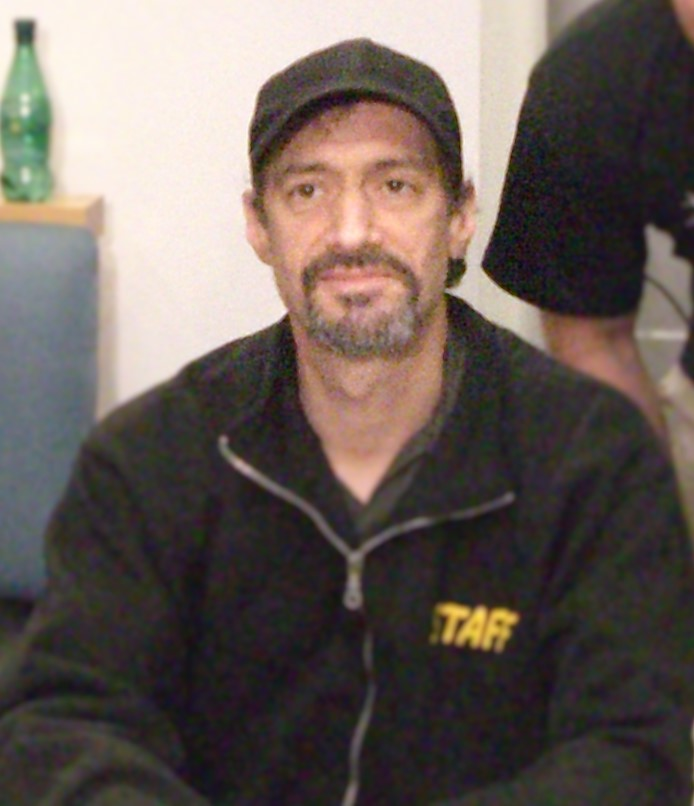
Cumia, 2007

Anthony Cumia född 26 april 1961 i Elwood, New York, är en amerikansk radiopersonlighet och skådespelare.